# Nachal Guš Chalav
Nachal Guš Chalav (hebrejsky: נחל גוש חלב) je vádí v Izraeli.
Začíná poblíž města Džiš (starověký Guš Chalav) v hornaté krajině Horní Galileje, nedaleko severních svahů masivu Har Meron, poblíž umělého jezera Ma'agar Dalton. Směřuje pak k severozápadu, přičemž se zařezává do okolního terénu a tvoří údolí. Po několika kilometrech ústí do toku Nachal Dišon, přičemž krátce předtím přijímá zleva vádí Nachal Chalav. Poblíž Nachal Guš Chalav se nacházejí pozůstatky starověkého židovského osídlení z doby Mišny a Talmudu, konkrétně zde jsou ruiny dvou synagog. Dále tu stojí pozůstatky několika již nefunkčních mlýnů. Do vádí ústí několik celoročních pramenů.